# Kata
Kata (v japonštině 型) je jedna ze tří hlavních částí karate, ale třeba i taekwondo, aikida, kenda a dalších bojových sportů. Jde o stínový způsob boje s několika imaginárními soupeři. Před zavedením kumite to byl jediný způsob nácviku boje. Slouží k nácviku obratů, přechodů mezi postoji, samotné chůzi v postoji a procvičení technik. Každá kata má přesně daný obsah, délku i fázování. Každá kata začíná a končí úklonou, až na výjimky obsahuje dvě kiai (výkřik znamenající maximální nasazení) a začíná obrannou technikou.

## Kata řady Heian
Řada Heian je pěticí kat odstupňovaných podle obtížnosti. Jsou to katy tzv. žákovské.
- Heian shodan je první a nejjednodušší katou. Kata se zaměřuje hlavně na nácvik přesunů a využití základních technik a postojů.
- Heian nidan je druhá kata. Je o něco náročnější než předchozí kata, hlavně kvůli rotaci boků a použití obou rukou. Obsahuje i více technik, přidává kopy a další postoj.
- Heian sandan je třetí katou série Heian. Obsahuje obrat o 360 stupňů a některé náročnější techniky. V katě je ukrytu několik skrytých aplikací a významů technik, proto je náročná hlavně na pochopení.
- Heian jondan je předposlední z této série. Přidává pomalý pohyb, je o něco náročnější na stabilitu a některé nové techniky.
- Heian godan je poslední katou. Je složitá kvůli kombinaci více technik a skoku. Dala by se nazvat jako "první pokročilá" kata.

## Seznam kata stylu šótókan
- Heian šodan (平安初段, angl. Pinan shodan),
- Heian nidan (平安二段, angl. Pinan nidan),
- Heian sandan (平安三段, angl. Pinan sandan),
- Heian jondan (平安四段, angl. Pinan yondan),
- Heian godan (平安五段, angl. Pinan godan),
- Bassai-dai (披塞大),
- Džion (慈恩),
- Enpi (燕飛),
- Kankú-dai (観空大, angl. Kūsankū, aj.),
- Hangecu (半月, angl. Hangetsu),
- Džitte (十手, angl. Jitte),
- Gankaku (岩鶴, angl. též Chintō),
- Tekki šodan (鉄騎初段, angl. Tekki shodan),
- Tekki nidan (鉄騎二段),
- Tekki sandan (鉄騎三段),
- Nidžúšiho (二十四步, angl. Nijūshiho),
- Činte (珍手), angl. Chinte),
- Sóčin (壯鎭, angl. Sōchin),
- Meikjó (明鏡, angl. Meikyō nebo Rōhai),
- Unsu (雲手),
- Bassai-šó (披塞小, angl. Passai/Bassai shō),
- Kankú-šó (観空小, angl. Kankū shō),
- Wankan (王冠),
- Godžúšiho-šó (五十四歩小, angl. Gojushiho shō),
- Godžúšiho-dai (五十四歩大, angl. Gojushiho dai),
- Džiin (慈陰, angl. Ji'in).

## Hlavní složky kata
Mimo již zmíněných obratů, přesunů a aplikací technik je důležité také fázování neboli časování, kdy je jaká technika provedena. Dýchání je další, na první pohled jednoduchou částí kata. Nejdůležitější je výdech provázený kime (zpevněním) na konci každé techniky. Bunkai (aplikace) je hlavním prvkem pochopení kata. Jednoduše k čemu jaká technika slouží, jak pomyslní soupeři útočí atd. Embusen je trasou kata, cestou po které se cvičící pohybuje. Nedodržení např. úhlu trasy vede k tomu,že cvičící neskončí na tom samém místě kde začínal.

## Soutěžní disciplína
Na soutěžích se předpokládá naprosté zvládnutí dané katy, hodnotí se rychlost, síla, dynamika i celkový vzhled kata. Jako nominační kata se používají Jion, Bassai-dai, Kanku-dai a Enpi.

## Bunkai
Každá kata obsahuje množství bojových technik a postupů, které by si měl karateka osvojit. K tomu slouží trénink bunkai. Pro označení aplikací kata je možné použít 2 znaky. První z nich Oyo znamená "praktické užití" a je výstižnější než slovo Bunkai, které znamená "rozebrat, analyzovat". Doslovně přeloženo "bunkai" znamená "analýza". Nejedná se tedy o "aplikaci technik" či sebeobranu v pravém slova smyslu. Pod pojmem bunkai se skrývají i filosofické či historické zajímavosti, které jsou v kata obsažené.
Názory na rozbor či analýzu kata se velmi liší – v JKA je tréninkový systém postaven dominantně na kata, ve sportovním karate se analýza kata vesměs vypouští. Každý z přístupů má své výhody a nevýhody.
Zde se třeba si uvědomit, že v minulosti mistři okinawa-te učili jednu, dvě nebo maximálně tři kata a v nich se odrážel celý systém jejich boje. Dnešní vysoký počet kata v Šótókanu vznikl v nedávné minulosti.